# Personalfachkaufmann
Geprüfter Personalfachkaufmann / Geprüfte Personalfachkauffrau  ist ein öffentlich-rechtlich anerkannter Abschluss auf Meisterebene, der nach einer erfolgreich absolvierten funktionsbezogenen kaufmännischen Aufstiegsfortbildung gemäß Berufsbildungsgesetz vergeben wird. Die bundeseinheitliche Prüfung erfolgt auf Grundlage einer besonderen Rechtsverordnung vor dem Prüfungsausschuss einer Industrie- und Handelskammer (IHK). Die Vorbereitung auf die Prüfung erfolgt in aller Regel über einen privaten Bildungsträger.

## Geschichte der Aufstiegsfortbildung
Die Prüfung zum Geprüften Personalfachkaufmann / Geprüfte Personalfachkauffrau wurde in der Bundesrepublik Deutschland erstmals Anfang der 1970er Jahre durch Verabschiedung einer besonderen Rechtsvorschrift durch die zuständigen Berufsbildungsausschüsse der Industrie- und Handelskammern eingerichtet. Die Weiterbildung zum Fachkaufmann  für Personal zählte damals nach der Weiterbildung zum Bilanzbuchhalter zu den am häufigsten wahrgenommenen Weiterbildungen zum Fachkaufmann. Aufgrund ihrer Wichtigkeit wurde die Weiterbildung 2002 durch die Verordnung über die Prüfung zum anerkannten Abschluss Geprüfter Personalfachkaufmann/Geprüfte Personalfachkauffrau (PersFachkPrV) bundeseinheitlich geregelt.

## Berufsbild
In der Personalverwaltung sorgen Personalfachkaufleute für eine effiziente Personalabrechnung in Übereinstimmung mit den rechtlichen Bestimmungen. Sie führen Verhandlungen mit dem Gesamtbetriebsrat, befassen sich mit arbeitsrechtlichen und arbeitsvertragsrechtlichen Gegebenheiten, führen Personalakten und planen Termine für Bewerbungs- und Personalgespräche. Außerdem beraten Personalfachkaufleute die Geschäftsleitung hinsichtlich der Kostenminimierung und der Optimierung von Personaleinsätzen.
In der Personalplanung und -beschaffung sind sie für die Definition von Aufgabenbereichen und Positionen sowie die Entwicklung und Umsetzung entsprechender Stellenpläne zuständig. Anhand der Stellenpläne ermitteln sie beispielsweise den Personalbedarf und entwickeln geeignete Strategien zur Personalbeschaffung. Im Bereich Personalentwicklung ermitteln sie Mitarbeiterqualifikationen und erstellen nach Abgleich mit den jeweiligen Stellenanforderungen Fortbildungspläne zur fachlichen und persönlichen Weiterentwicklung der Mitarbeiter.

## Prüfungszulassungsvoraussetzung
Für die Zulassung zur Prüfung ist nachzuweisen:
- eine abgeschlossene Berufsausbildung in einem anerkannten kaufmännischen Ausbildungsberuf und danach eine mindestens zweijährige einschlägige Berufspraxis oder
- eine abgeschlossene Berufsausbildung in einem anderen anerkannten Ausbildungsberuf und danach eine mindestens dreijährige einschlägige Berufspraxis oder
- ohne Berufsausbildung aber mit einer mindestens fünfjährigen einschlägigen Berufspraxis[2]

Als einschlägige Berufspraxis wird anerkannt, was im wesentlichen Sinne mit Personalarbeit in Verbindung gebracht wird. Wer durch Vorlage von Zeugnissen oder auf andere Weise glaubhaft macht, dass er über die nötigen Kenntnisse und Erfahrungen verfügt, kann ebenfalls zugelassen werden.
Zudem muss vor Beginn der Prüfung zum Personalfachkaufmann der Nachweis einer erfolgreich abgelegten Prüfung gemäß Ausbilder-Eignungsverordnung (auch AdA-Schein genannt) erbracht werden.
Für die Zulassung zur Prüfung ist die Teilnahme an einem Lehrgang zur Prüfungsvorbereitung nicht verpflichtend.

## IHK-Prüfung
Die Prüfungsverordnung ist bundesweit einheitlich. Ebenso werden die schriftlichen Prüfungstermine bundeseinheitlich – immer für den April (Frühjahrsprüfung) und Oktober (Herbstprüfung) – festgelegt. Die Prüfung besteht aus einem schriftlichen (vier einzelne Themen bzw. Klausurteile) und einem mündlichen Teil (Präsentation mit abschließendem Fachgespräch). Beide Teile müssen erfolgreich abgelegt werden, damit die Prüfung bestanden wird.
| Prüfungsfach                                                           | Empfohlene Anzahl der Unterrichtsstunden | Prüfungsumfang in Minuten | Prüfungsart |
| ---------------------------------------------------------------------- | ---------------------------------------- | ------------------------- | ----------- |
| 00. Lern- und Arbeitsmethodik:                                         | 10                                       | –                         | –           |
| 01. Personalarbeit organisieren und durchführen:                       | 140                                      | 120                       | schriftlich |
| 02. Personalarbeit auf Grundlage rechtlicher Bestimmungen durchführen: | 180                                      | 150                       | schriftlich |
| 03. Personalplanung, -marketing, -controlling gestalten und umsetzen:  | 120                                      | 150                       | schriftlich |
| 04. Personal- und Organisationsentwicklung steuern:                    | 120                                      | 150                       | schriftlich |
| 05. Situationsbezogenes Fachgespräch:                                  | 10                                       | 30                        | mündlich    |
| Zusammenfassung                                                        | 580                                      | 600                       | –           |

## Fortbildungsdauer
Prüfungsvorbereitende Lehrgänge werden von Weiterbildungsanbietern sowohl in Vollzeit als auch berufsbegleitend angeboten. Dabei wird jeweils meist eine Dauer von 480 Unterrichtsstunden angesetzt. Die Vorbereitung auf die Fortbildungsprüfung in Vollzeit erfolgt in der Regel über einen Zeitraum von drei bis fünf Monaten.

## Bekannte Personalfachkaufleute
Walter Lübcke, Erich Klemm